# Musik und Gesellschaft
Musik und Gesellschaft war eine Musikzeitschrift in der DDR. Sie erschien monatlich von 1951 bis 1990 in Ostberlin im Henschelverlag.

## Geschichte
Herausgegeben wurde die Zeitschrift von der ersten Ausgabe im März 1951 an von Ernst Hermann Meyer und der Staatlichen Kunstkommission der DDR. 1954 wechselte die Herausgeberschaft zum Verband der Komponisten und Musikwissenschaftler der DDR, dessen offizielles Mitteilungsorgan sie gleichzeitig wurde. Die Musikzeitschrift vergab regelmäßig einen Schallplattenpreis.

## Chefredakteure
- 1951–1952 Karl Laux
- 1952–1959 Eberhard Rebling[4]
- 1959–1960 Horst Seeger[5]
- 1960–1973 Hansjürgen Schaefer
- 1973–1990 Liesel Markowski